# Candelária (Brazília)
Candelária egy község (município) Brazíliában, Rio Grande do Sul államban. 2021-ben népességét 31 475 főre becsülték.

## Elnevezése
Neve kezdetben Germânia volt. 1876-ban a megalakuló egyházközséget Gyertyaszentelő Boldogasszonynak szentelték (Nossa Senhora da Candelária da Germânia), és később a település (és a község) is felvette a Candelária nevet. Candelária Szűz Mária egyik jelzője, Nossa Senhora da Candelária jelentése Gyertyafényes Miasszonyunk, vagyis Gyertyaszentelő Boldogasszony.

## Története
Az európaiak megérkezése előtt nagy kiterjedésű, sűrű erdők borították, ahol jelentős mennyiségű keményfa volt. A spanyol jezsuiták 1626-ban hatoltak be a vidékre, és a mai Candelária területén 1632-ben Pedro Romero atya megalapította a Jesus-Maria redukciót, amely néhány év múlva már 10 000 guarani lakost számlált, akik közül több mint hatezret megkereszteltek. A redukciók virágzásának a São Paulo-i portugál bandeirantek portyázásai vetettek véget, akiknek az volt a céljuk, hogy megszállják a déli országrészt és rabszolgákat szerezzenek. 1636 végén a Jesus-Maria redukció is elesett, a spanyolokat elüldözték, az indiánokat fogságba ejtették vagy megölték. A vidék elnéptelenedett és több, mint egy évszázadig lakatlan volt.
A 18. században a területet királyi földadományokként (sesmarias) portugál földbirtokosoknak osztották ki. 1798-ban megnyitották a Botucaraí kereskedelmi útvonalat, amely Rio Pardot kötötte össze Passo Fundoval. Candelária települése (melyet kezdetben Germânianak neveztek) 1860 körül kezdett kialakulni a Botucaraí-út mellett, José Francisco da Silveira földjén. Gyarmatosítói németek voltak, akik állattenyésztéssel és fakitermeléssel foglalkoztak. Egyházközsége 1876-ban alakult meg, 1898-ban pedig Rio Pardo kerületévé nyilvánították. A forradalmi események nem érintették. 1925-ben függetlenedett és önálló községgé alakult. A 20. században az állattenyésztés helyett a dohány- és rizstermesztés került előtérbe, és megjelent az élelmiszeripar.

## Leírása
Székhelye Candelária, második kerülete Botucaraí. Az úgynevezett Colônia Baixa vidéken található, a Rio Grande-i felföld (planalto) és az állam központi medencéje között. A községközpont az állami fővárostól 150 kilométerre, 160 méteres tengerszint feletti magasságban fekszik. A község domborzata változatos, magaslatokkal, síkságokkal, völgyekkel. Itt található az állam egyik legprominensebb elszigetelt sziklamagaslata (morró), az 570 méteres Cerro do Botucaraí. Éghajlata szubtrópusi, földje termékeny, a növényzetet szubtrópusi erdők képviselik, amelyekbe egzotikus fák is vegyülnek. Fő vízfolyásai a Rio Botucaraí és a Rio Pardo. A község gazdaságának fő ága a kereskedelem és a szolgáltatások, de jelen van a mezőgazdaság (dohány, szója) és az ipar (élelmiszer, készruha, cipő) is. Történelmi látványossága az 1870 körül João (Johann) Kochenborger által épített akvadukt (Aqueduto de Candelária), amely egy 300 méterre található gáttól szállította a vizet a településre.